# ألونزو تشرتش
ألونزو تشرتش (بالإنجليزية: Alonzo Church) (14 تموز 1903 - 11 اب 1995) كان عالم رياضيات أمريكي وباحث في مجال المنطق , وقد كان له يد في تطوير المنطق الرياضي وايضا في تطوير اساسات علم الحاسوب النظري . يعرف غالبا بفضل تطويره حسابات اللامدا,اطروحة تورنغ-تشرتش , اثبات ان مسألة القرار غير قابلة للتقرير وغيرها الكثير .

## حياته
ولد الونزو تشرتش في 14 حزيران من عام 1903 في العاصمة واشنطن حيث كان ابوه ,صاموئيل روبينز تشرتش, يعمل قاضيا في المحكمة البلدية في نواحي كلومبيا . لاحقا انتقلت العائلة إلى فيرجينيا وذلك بعد ان خسر الوالد عمله بسبب ضعف بصره الشديد , بمساعدة عمه والذي اسمه أيضا الونزو تشرتش , استطاع ان يلتحق بمدرسة الصبيان ريدجفيلد بعد التخرج من المدرسة , تشرتش بدأ تعليمه الجامعي في جامعة برينستون حيث كان طالبا متميزا وأول مقالاته كانت عن تحويلات لورينتز وتخرج في عام 1924 مع لقب بالرياضيات , بقي في برينستون وحصل على لقب الدكتوراة بعد ثلاث اعوام اضافية مشرفه كان أوسولد فيبلين .
تزوج ماري جوليا كازينسكي عام 1925 , وقد ولد له ثلاث : الونزو تشرتش الابن (1929), ماري آن (1933) ومليدريد(1938)
بعد حصولة على الدكتوراة ولفترة قصيرة كان محاضرا في جامعة شيكاغو وبعدها التحق بالمركز القومي للبحوث لعامين , وهذا مكنه من الذهاب لجامعة هارفرد في 1927-1928 ولاحقا جامعتي كاتنجين وجامعة امستردام . علم في برينستون بين عام 1927 حتى عام 1967 , وجامعتي كارليفونيا ولوس انجليس بين عام 1967 حتى عام 1990 . حصل على دكتوراة فخرية في العلوم من جامعة كاس ويسترن ريفيرس في عام 1969 ومن جامعة برينستون عام 1985 وجامعة بافلو
وجامعة الولاية في نيويورك عام 1990 مع ارتباط الندوة العالمية ونظم هذا جون كوركوران . توفي عام 1995 ودفن في مقبرة برينستون .

## روابط خارجية
- ألونزو تشرتش على موقع الموسوعة البريطانية (الإنجليزية)
- ألونزو تشرتش على موقع إن إن دي بي (الإنجليزية)